# پیر بزیه
پییِر إتیِن بِزیه (زادهٔ ۱سپتامبر ۱۹۱۰ – درگذشتهٔ ۲۵ دسامبر ۱۹۹۹).[pjɛʁ etjɛn bezje]) مهندس فرانسوی و یکی از بنیانگذاران رشته‌های مدل‌سازی جامد، هندسی و فیزیکی و همچنین در زمینه نمایش منحنی‌ها، به ویژه در طراحی و ساخت سیستم‌های کامپیوتری بود. او به عنوان مهندس در رنو، رهبری تبدیل طراحی و ساخت با استفاده از ریاضیات و ابزارهای محاسباتی، و به طراحی به کمک کامپیوتر و مدل‌سازی سه بعدی را عهده‌دار شد.
بزیه منحنی‌های بزیه و سطوح بزیه را که اکنون در اکثر طراحی‌های کامپیوتری و سیستم‌های گرافیک کامپیوتری استفاده می‌شوند، ثبت اختراع و رایج کرد.

## پیش زمینه
بزیه که در پاریس متولد شد، پسر و نوه مهندسان بود. او در سال ۱۹۳۰ مدرک مهندسی مکانیک را از آموزشگاه ملی عالی هنر و حرفه دریافت کرد. او در سال ۱۹۳۱ درجه دوم مهندسی برق را از آموزشگاه عالی الکتریسیته دریافت کرد و در سال ۱۹۷۷ دکترای خود را در رشته ریاضیات از دانشگاه پیر و ماری کوری دریافت کرد و در آنجا به ارتقای مطالعات منحنی‌های چند جمله ای پارامتری و ضرایب برداری آنها کمک پرداخت.
از سال ۱۹۶۸ تا ۱۹۷۹ بزیه استاد مهندسی تولید در کنسرواتوار ملی هنر و حرفه بود.
او در کنار چهار کتاب خود، مقالات متعددی نوشت و چندین جایزه از جمله جایزه استیون آنسون کونز از انجمن ماشین‌های محاسباتی و دکترای افتخاری از دانشگاه فنی برلین دریافت کرد. او یکی از اعضای افتخاری انجمن مهندسین مکانیک آمریکا و انجمن بلژیکی‌های مکانیک (به فرانسوی: Société Belge des Mécaniciens)، رئیس انجمن مهندسان و دانشمندان فرانسه (به فرانسوی: Société des Ingénieurs et Scientifiques de France)، انجمن مهندسان هنر و حرفه (به فرانسوی: Société des Ingénieurs Arts et Metiers)، و یکی از اولین ویراستاران مجله طراحی رایانه بود.
با رضایت خانواده او، انجمن مدلسازی جامد جایزه پیر بزیه را برای مدلسازی و کاربردهای جامد، هندسی و فیزیکی در سال ۲۰۰۷ تأسیس کرد.

## منحنی بزیه

منحنی به نام پیر بزیه

بزیه محبوب شد اما در واقع منحنی بزنه که برای طراحی بدنه خودرو مورداستفاده قرار می‌گیرند را اختراع نکرد. این منحنی‌ها برای اولین بار در سال ۱۹۵۹ توسط پل دو کاستلژو با استفاده از الگوریتم دو کاستلژو (یک روش عددی پایدار برای ارزیابی منحنی‌های بزیه، توسعه یافتند. منحنی‌ها همچنان به‌طور گسترده در گرافیک کامپیوتری برای مدل‌سازی منحنی‌های نرم مورد استفاده قرار می‌گیرند.
بزیه نماد معروفی را نرم‌افزارهای رایانه ای ایجاد کرد که بواسطه آن منحنی‌ها شامل گره‌هایی هستند که با دسته‌های کنترلی متصل به آنها که نمایش داده می‌شوند. دو دسته کنترل، شکل منحنی را در دو طرف یک گره مشترک تعیین می‌کنند و کاربر می‌تواند از طریق نرم‌افزار آن را دستکاری کند.
منحنی‌های بزیه به عنوان منحنی استاندارد زبان پست اسکریپت پذیرفته شد و متعاقباً توسط برنامه‌های برداری مانند ادوبی ایلاستریتور، کورل‌دراو و اینک‌اسکیپ پذیرفته شد. بیشتر فونت‌های با طرح بیرونی، از جمله تروتایپ و پست اسکریپت نوع ۱، با منحنی‌های بزیه تعریف می‌شوند.

## رنو
بزیه از سال ۱۹۳۳ تا ۱۹۷۵ برای رنو کار کرد، و در آنجا سیستم یونی سرف، طراحی به کمک رایانه، ساخت به کمک رایانه خود را توسعه داد.
او دوره کاری ۴۲ ساله خود را در رنو به عنوان ابزارساز آغاز کرد. در سال ۱۹۳۴، بزیه طراح ابزار و در سال ۱۹۴۵ رئیس دفتر طراحی ابزار شد. به عنوان مدیر مهندسی تولید در سال ۱۹۴۹، او «ماشین‌های انتقال» را طراحی کرد که بیشتر قطعات مکانیکی رنو 4CV را تولید می‌کرد. ماشین‌های انتقال ابزار کار با کارایی بالا بودند که برای ماشین‌کاری بلوک‌های موتور طراحی شده بودند. بزیه زمانی که در طول جنگ جهانی دوم زندانی بود، «اصل ماشین خودکار» را که قبل از جنگ توسط جنرال موتورز معرفی شده بود، توسعه داد و بهبود بخشید. «ایستگاه انتقال» جدید، با ایستگاه‌های کاری متعدد و سرهای الکترومغناطیسی (پدران روبات‌ها)، امکان انجام عملیات‌های مختلف بر روی یک قسمت را با انتقال آن از یک ایستگاه به ایستگاه دیگر را فراهم کرد.
در سال ۱۹۵۷، بزیه مدیر بخش ماشین ابزار، مسئول مونتاژ خودکار اجزای مکانیکی و طراحی و تولید ماشین‌های حفاری و فرز کنترل عددی شد. بزیه مدیریت توسعه فنی رنو را در سال ۱۹۶۰ آغاز کرد. او در سال ۱۹۷۵ از رنو بازنشسته شد.

## طراحی به کمک رایانه
بزیه در سال ۱۹۶۰ در حالی که در رنو بود، تحقیق در مورد طراحی به کمک رایانه / ساخت به کمک رایانه را آغاز کرد، با تمرکز بر سیستم یونی سرف که برای استفاده در ماشین‌های نقشه‌کشی، کنترل کامپیوتر، منحنی‌های آزاد تعاملی، طراحی سطح و فرز سه‌بعدی برای ساخت مدل‌های سفالی و استادکاران توسعه داد. یونی سرف در سال ۱۹۶۸ شروع به کار کرد و از سال ۱۹۷۵ به‌طور کامل مورد استفاده قرار گرفت.